# 灌溪镇 (泰和县)
灌溪镇是江西省泰和县下辖的一个镇。

## 行政区划
灌溪镇现辖1个居委会和18个村委会
。
| 居委会 | 灌溪 |
| 村委会 | 古坪、碧山、坎下、田心、井边、灌溪、沙坪、界溪、睹碑、湾溪、桃源、塅坑、绿竹、架竹、阳丘、村前、雁门、田边 |